# واثلة بن اسقع
واثلة بن اسقع بن عبدالعزی بن عبدیالیل بن ناشب بن غیرة بن سعد بن لیث بن بکر بن عبدمناة بن کنانة، لیثی کنانی از صحابهٔ پیامبر اسلام و از قبیلهٔ کنانه بود. کنیه‌اش را ابوشداد گفته‌اند. از اصحاب صفه بود و در هنگام نبرد تبوک اسلام آورد و سه سال به پیامبر خدمت کرد. او از راویان حدیث کسا و ماجرای آیهٔ تطهیر نزد اهل سنت است.